# Seven & I Holdings Co.

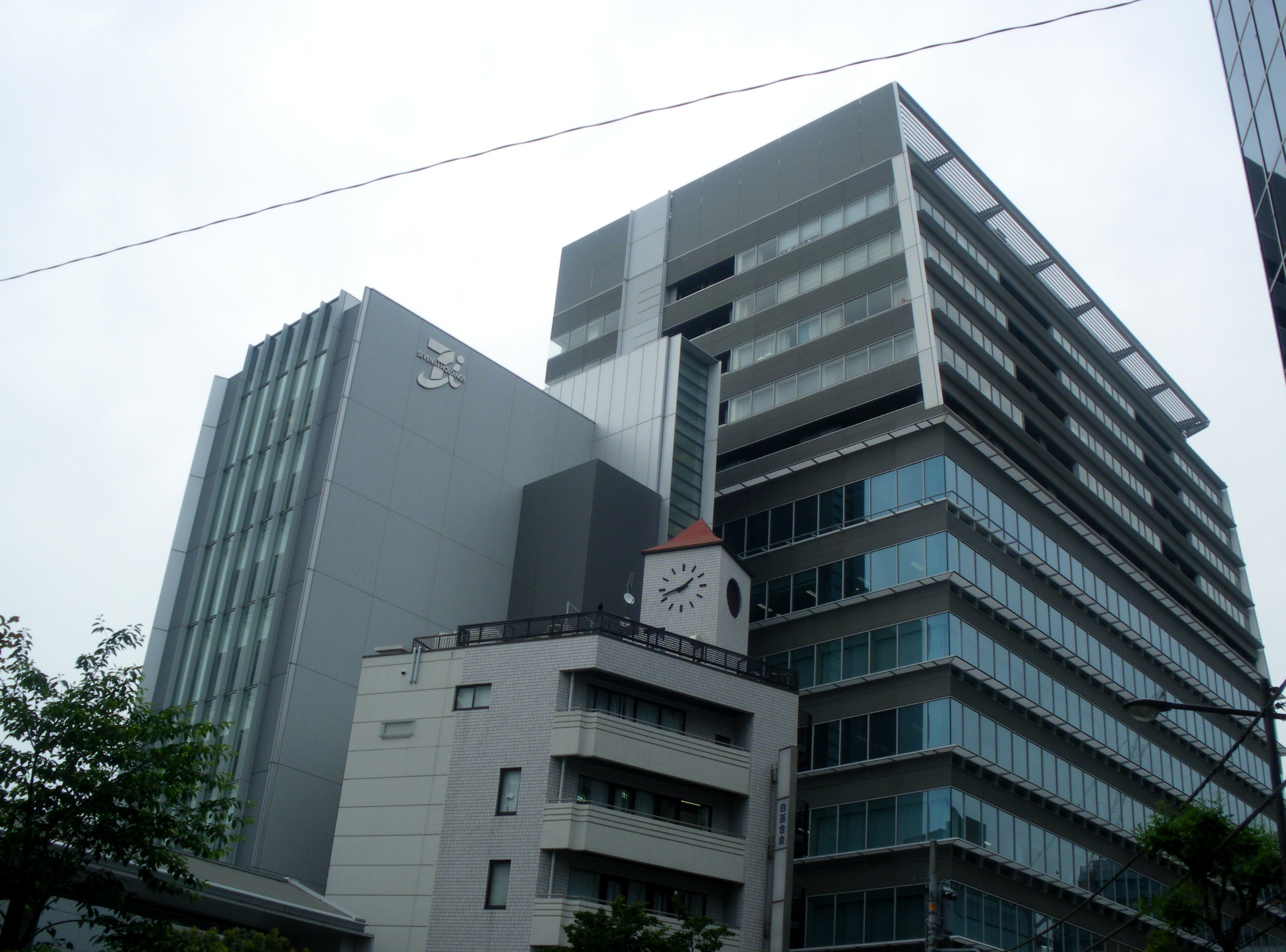
Sede em Tóquio

Seven & I Holdings Co. é um conglomerado varejeiro japonês que atua em diversos ramos da economia.

## História
A Seven & I Holdings Co. foi estabelecida em 2005, como parte da empresa 7-Eleven.

## Subsidiarias
- 7-Eleven Japan
  - SEJ Finance e SEJ Service
    - 7-Eleven
- Ito-Yokado
- Seven Bank
- Sogo & Seibu
- Seven & i Net Media [1]
  - Nissen Holdings (50.71%)[2][3]